# Anna Bergström (epidemiolog)
Anna Bergström, född 1969, är en svensk epidemiolog.
Efter akademiska studier blev Anna Bergström filosofie kandidat i biologi vid Uppsala universitet 1991 varefter hon avlade högskoleexamen i journalistik vid Stockholms universitet 1992. Hon blev medicine doktor i epidemiologi vid Karolinska Institutet 2001, då hon disputerade på en avhandling om njurcellscancer och fysisk aktivitet. Hon var post doc vid Department of Nutrition på Harvard School of Public Health i Boston, USA, 2001–2002. Hon blev docent i epidemiologi vid Karolinska Institutet 2013.
Anna Bergström är prefekt/föreståndare vid Institutet för miljömedicin (IMM) på Karolinska Institutet och enhetschef vid enheten för miljömedicinsk epidemiologi där. Hon är också biträdande projektledare för Bamse-studien. Hon handleder doktorander och mastersstudenter samt bedriver undervisning vid masterutbildningen i toxikologi.
Hennes forskning har som mål att öka kunskapen om hur miljö- och nutritionsfaktorer påverkar utvecklingen av allergisjukdomar och andra vanliga folksjukdomar. Hälsoeffekter studeras av miljötobaksrök, inomhusmiljö, fetma och kost från barndom till vuxen ålder. Genom att identifiera riskfaktorer kan förebyggande insatser sättas in. Forskningen genomförs i huvudsak genom Bamse-studien där 4 089 barn födda i Stockholm mellan 1994 och 1996 följs med kliniska undersökningar och återkommande frågeformulär.
Hon är bland annat författare till Renal cell cancer – the role of physical activity and body size (2001).